# Tooned In
Tooned In ist eine US-amerikanische Reality-Spielshow, die am 8. Februar 2021 auf Nickelodeon Premiere hatte und von Jerry Trainor moderiert wird.

## Handlung
Mehrere Kinder treten gegeneinander in einer Schlacht mit ihrem Wissen über Nickelodeon-Cartoons an. Das letzte Kind wird zum Gewinner der Folge erklärt und spielt eine weitere Sonderrunde, in der sie gegen Nicky antreten und die Hauptplatine des Roboters erklimmt, um die Chance zu haben, den Hauptpreis der Show von 1.000 Dollar zu gewinnen.

## Episodenliste
Die Episoden sind nach Ausstrahlungsreihenfolge in den USA sortiert, da es bei der Produktionsreihenfolge oftmals zu Anschlussfehlern kommt.
Die Gewinner sind fett hervorgehoben.

### Staffel 1
| Nr. (ges.)                              | Nr. (St.) | Deutscher Titel | Originaltitel                    | Erstausstrahlung USA | Deutschsprachige Erstausstrahlung (D) | Prod. Code |
| --------------------------------------- | --------- | --------------- | -------------------------------- | -------------------- | ------------------------------------- | ---------- |
| 1                                       | 1         | –               | Time to Get Tooned In!           | 8. Feb. 2021         | –                                     | 104        |
| Teilnehmer: Logan, Sage, Benjaman       |           |                 |                                  |                      |                                       |            |
| 2                                       | 2         | –               | Slime Splash Zone!               | 9. Feb. 2021         | –                                     | 108        |
| Teilnehmer: Milan, Calum, Brooklyn      |           |                 |                                  |                      |                                       |            |
| 3                                       | 3         | –               | Slime Time!                      | 10. Feb. 2021        | –                                     | 106        |
| Teilnehmer: Ruari, Zoe, Zakary          |           |                 |                                  |                      |                                       |            |
| 4                                       | 4         | –               | Nicktoon Splatoon!               | 11. Feb. 2021        | –                                     | 105        |
| Teilnehmer: Yazlynn, Jayden, Shiloh     |           |                 |                                  |                      |                                       |            |
| 5                                       | 5         | –               | Stay Tooned In!                  | 15. Feb. 2021        | –                                     | 102        |
| Teilnehmer: Lucas, Tida, Rolo           |           |                 |                                  |                      |                                       |            |
| 6                                       | 6         | –               | Green Looks Good on You!         | 16. Feb. 2021        | –                                     | 111        |
| Teilnehmer: Jayden, Anabella, Christian |           |                 |                                  |                      |                                       |            |
| 7                                       | 7         | –               | Slime is the New Green!          | 17. Feb. 2021        | –                                     | 107        |
| Teilnehmer: Kai, Amelie, Anaiya         |           |                 |                                  |                      |                                       |            |
| 8                                       | 8         | –               | Quizzes, Quizzes, Quizzes        | 18. Feb. 2021        | –                                     | 110        |
| Teilnehmer: Gavin, Mia, Allison         |           |                 |                                  |                      |                                       |            |
| 9                                       | 9         | –               | Testing your Wits!               | 22. Feb. 2021        | –                                     | 109        |
| Teilnehmer: Max, Kalynn, Lilah          |           |                 |                                  |                      |                                       |            |
| 10                                      | 10        | –               | Riddle Me This!                  | 23. Feb. 2021        | –                                     | 112        |
| Teilnehmer: Malakai, Joisy, Paige       |           |                 |                                  |                      |                                       |            |
| 11                                      | 11        | –               | Time for More Slime!             | 24. Feb. 2021        | –                                     | 117        |
| Teilnehmer: Dylan, Camryn, Nicholas     |           |                 |                                  |                      |                                       |            |
| 12                                      | 12        | –               | Slime-tastic Tests!              | 25. Feb. 2021        | –                                     | 101        |
| Teilnehmer: Brooklynne, CJ, Harper      |           |                 |                                  |                      |                                       |            |
| 13                                      | 13        | –               | Your Royal Slime-ness!           | 26. Feb. 2021        | –                                     | 103        |
| Teilnehmer: Mara, Martha, Elijah        |           |                 |                                  |                      |                                       |            |
| 14                                      | 14        | –               | More Questions, More Fun!        | 1. März 2021         | –                                     | 113        |
| Teilnehmer: Eli, Gabrial, Lincoln       |           |                 |                                  |                      |                                       |            |
| 15                                      | 15        | –               | Slime for All and All for Slime! | 2. März 2021         | –                                     | 114        |
| Teilnehmer: Nicholas, Kya, Matthew      |           |                 |                                  |                      |                                       |            |
| 16                                      | 16        | –               | 3, 2, 1, Slime!                  | 3. März 2021         | –                                     | 115        |
| Teilnehmer: Hayden, Bradley, Rachelle   |           |                 |                                  |                      |                                       |            |
| 17                                      | 17        | –               | Oh, There’s Plenty of Slime!     | 4. März 2021         | –                                     | 116        |
| Teilnehmer: Bella, Natasha, Frankie     |           |                 |                                  |                      |                                       |            |
| 18                                      | 18        | –               | Slimeaggedon!                    | 6. März 2021         | –                                     | 118        |
| Teilnehmer: Johnny, Leehie, Nick        |           |                 |                                  |                      |                                       |            |

### Staffel 2
| Nr. (ges.)                            | Nr. (St.) | Deutscher Titel | Originaltitel               | Erstausstrahlung USA | Deutschsprachige Erstausstrahlung (D) | Prod. Code |
| ------------------------------------- | --------- | --------------- | --------------------------- | -------------------- | ------------------------------------- | ---------- |
| 19                                    | 1         | –               | Aaliyah V Jack v Roman      | 17. Sep. 2021        | –                                     | 204        |
| Teilnehmer: Aaliyah, Jack, Roman      |           |                 |                             |                      |                                       |            |
| 20                                    | 2         | –               | Carson v Daniel v Isis      | 24. Sep. 2021        | –                                     | 207        |
| Teilnehmer: Carson, Daniel, Isis      |           |                 |                             |                      |                                       |            |
| 21                                    | 3         | –               | Braylon v Peyton v Roman    | 1. Okt. 2021         | –                                     | 209        |
| Teilnehmer: Braylon, Peyton, Roman    |           |                 |                             |                      |                                       |            |
| 22                                    | 4         | –               | Julian v Mia v Robyn        | 8. Okt. 2021         | –                                     | 208        |
| Teilnehmer: Julian, Mia, Robyn        |           |                 |                             |                      |                                       |            |
| 23                                    | 5         | –               | Alec v Brandon v Camryn     | 15. Okt. 2021        | –                                     | 206        |
| Teilnehmer: Alec, Brandon, Camryn     |           |                 |                             |                      |                                       |            |
| 24                                    | 6         | –               | Bella v Ellie v Evan        | 29. Okt. 2021        | –                                     | 223        |
| Teilnehmer: Bella, Ellie, Evan        |           |                 |                             |                      |                                       |            |
| 25                                    | 7         | –               | Ayden v Mila v Noa          | 5. Nov. 2021         | –                                     | 202        |
| Teilnehmer: Ayden, Mila, Noa          |           |                 |                             |                      |                                       |            |
| 26                                    | 8         | –               | Caleb v Mason v Sage        | 12. Nov. 2021        | –                                     | 203        |
| Teilnehmer: Caleb, Mason, Sage        |           |                 |                             |                      |                                       |            |
| 27                                    | 9         | –               | Bennett v Jolienne v Karina | 3. Dez. 2021         | –                                     | 224        |
| Teilnehmer: Bennett, Jolienne, Karina |           |                 |                             |                      |                                       |            |
| 28                                    | 10        | –               | Amelia v Francesca v London | 22. Apr. 2022        | –                                     | 205        |
| Teilnehmer: Amelia, Francesca, London |           |                 |                             |                      |                                       |            |
| 29                                    | 11        | –               | Alexis v Fia v Landon       | 29. Apr. 2022        | –                                     | 201        |
| Teilnehmer: Alexis, Fia, Landon       |           |                 |                             |                      |                                       |            |
| 30                                    | 12        | –               | Carson v Sadie v Tre        | 6. Mai 2022          | –                                     | 210        |
| Teilnehmer: Carson, Sadie, Tre        |           |                 |                             |                      |                                       |            |
| 31                                    | 13        | –               | Deston v Kalea v Zuri       | 13. Mai 2022         | –                                     | 211        |
| Teilnehmer: Deston, Kalea, Zuri       |           |                 |                             |                      |                                       |            |
| 32                                    | 14        | –               | Bailey v Johnny v Madeline  | 3. Juni 2022         | –                                     | 212        |
| Teilnehmer: Bailey, Johnny, Madeline  |           |                 |                             |                      |                                       |            |
| 33                                    | 15        | –               | Carolina v Dominic v Zoe    | 10. Juni 2022        | –                                     | 213        |
| -                                     |           |                 |                             |                      |                                       |            |
| 34                                    | 16        | –               | Ella v Ian v Jayde          | 17. Juni 2022        | –                                     | 214        |
| -                                     |           |                 |                             |                      |                                       |            |
| 35                                    | 17        | –               | Angelina v Fabian v Olivia  | 24. Juni 2022        | –                                     | 215        |
| -                                     |           |                 |                             |                      |                                       |            |
| 36                                    | 18        | –               | Charles v Julia v Tori      | 1. Juli 2022         | –                                     | 216        |
| -                                     |           |                 |                             |                      |                                       |            |

## Produktion
Die Serie wurde erstmals am 29. Januar 2021 angekündigt und noch im selben Jahr am 8. Februar auf Nickelodeon ausgestrahlt.
Am 9. September 2021 gab Nickelodeon bekannt, dass es eine zweite Staffel geben wird, die am 17. September 2021 Premiere hatte, mit Jerry Trainor als Co-Moderator.